# 국립 왁스 박물관

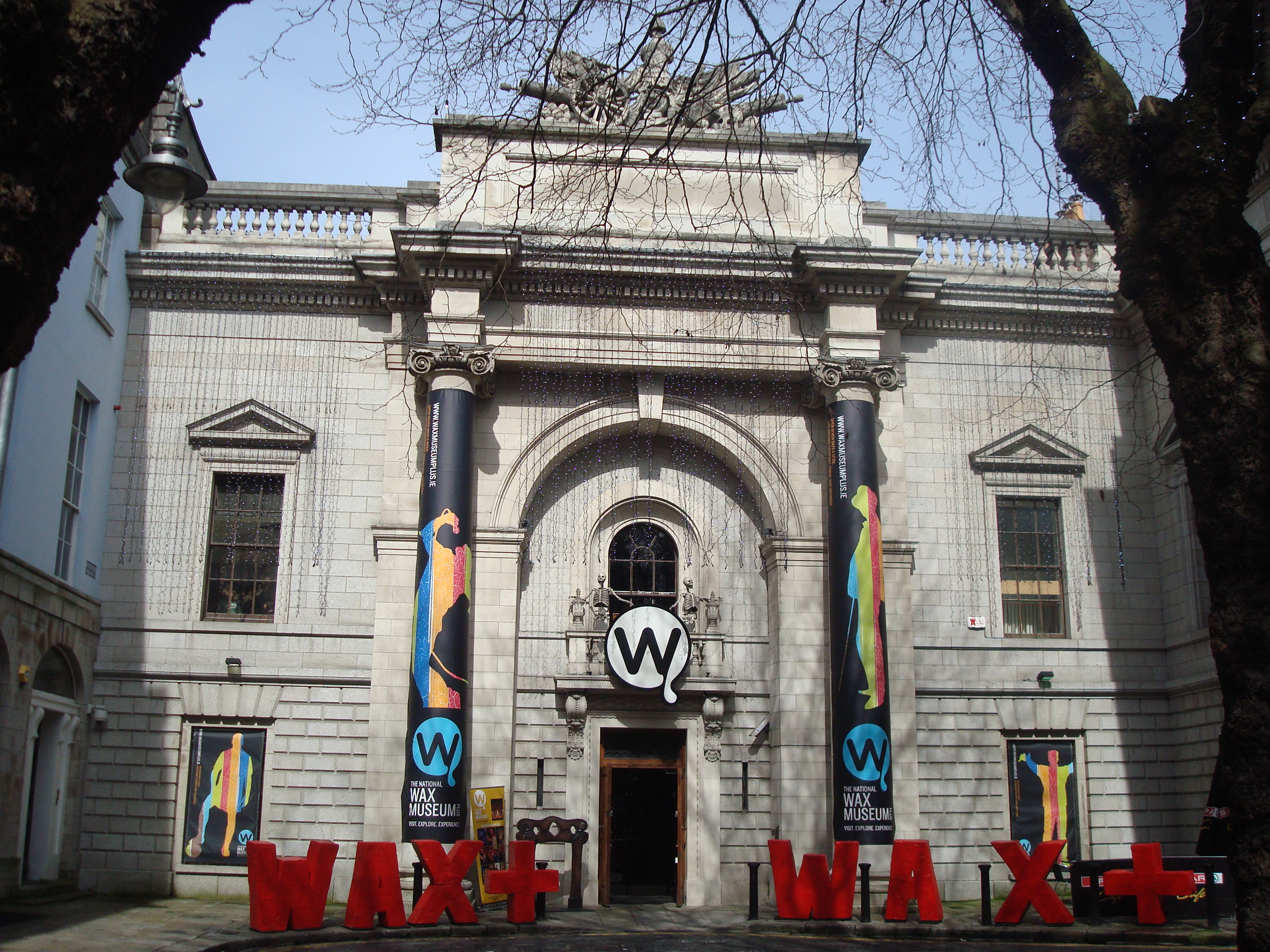
국립 왁스 박물관

국립 왁스 박물관(National Wax Museum)은 아일랜드 더블린에 위치한 박물관이다.